# Медді Гассон
Меделін «Медді» Гассон (англ. Madelaine "Maddie" Hasson; нар. 4 січня 1995, Нью-Берн, Північна Кароліна, США) — американська актриса. Найбільш відома за ролями Вілли Мондей у телесеріалі « Шукач» та Джо Мастерсон у телесеріалі « Соціопат» .

## Життєпис
Народилася 1995 року в родині хірурга-офтальмолога Майкла Гассона та його дружини Кетрін . У неї є дві сестри, старшу з яких звуть Анна. Медді виросла в місті Вілмінгтон в штаті Північна Кароліна .
За інформацією на весну 2013 року Гассон проживає в Лос-Анджелесі зі своєю сестрою Анною .

## Фільмографія
| Рік       |   | Українська назва            | Оригінальна назва          | Роль           |
| --------- | - | --------------------------- | -------------------------- | -------------- |
| 2011      | ф | Господи, благослови Америку | God Bless America          | Хлоя           |
| 2012      | с | Шукач                       | The Finder                 | Вілла Мондей   |
| 2012      | с | Грімм                       | Grimm                      | Карлі Кемпфер  |
| 2013      | ф |                             | Underdogs                  | Рене Донохью   |
| 2013—2014 | с | Соціопат                    | Twisted                    | Джо Мастерсон  |
| 2015      | ф | Я бачив світло              | I Saw the Light            | Біллі Джин     |
| 2015      | ф | Світло під ногами           | A Light Beneath Their Feet | Дашулла        |
| 2016      | ф |                             | Good After Bad             | Шеллі          |
| 2017      | ф | Послушниця                  | Novitiate                  | сестра Сіссі   |
| 2018—2019 | с | Імпульс                     | Impulse                    | Генрієтта Коул |
| 2019      | ф | Ми закликаємо темряву       | We Summon the Darkness     | Валері         |
| 2021      | ф | Втілення зла                | Malignant                  | Сідні Лейк     |
| 2022      | ф |                             | Taurus                     | Лланна         |
| 2022      | с | Шантаж                      | The Recruit                | Кароліна       |
| 2024      | ф | Мертві землі                | Elevation                  | Кеті           |

## Нагороди та номінації
| Рік  | Нагорода           | Категорія               | Робота     | Результат | Примітки |
| ---- | ------------------ | ----------------------- | ---------- | --------- | -------- |
| 2013 | Teen Choice Awards | Teen Choice Awards 2013 | «Соціопат» | Номінація | [ 8 ]    |
| 2014 | Teen Choice Awards | Teen Choice Awards 2014 | «Соціопат» | Номінація | [ 9 ]    |